# Imperial Valley
Imperial Valley is een regio in Imperial County, in het zuidoosten van Californië, Verenigde Staten. Het wordt aan de oostzijde begrensd door de Colorado en aan de noordwestkant gedeeltelijk door de Salton Sea, Californië's grootste zoutwatermeer. De Imperial Valley bestaat voornamelijk uit de stroomgebieden van de New River en de Alamo River, al worden ter plaatse de termen Imperial Valley en het grotere Imperial County door elkaar gebruikt. Het oostelijke, weinig bevolkte, deel van Imperial County watert echter af naar het oosten richting de Colorado en maakt hydrologisch dus geen deel uit van de Imperial Valley.

## Bevolking
Volgens de Amerikaanse volkstelling telt Imperial Valley 161.867 inwoners. De steden met het grootste aantal inwoners zijn Brawley, Calexico en El Centro, de hoofdplaats van de county. De meeste steden in het gebied zijn gepland door de Imperial Land Company, die de vallei eveneens zijn naam gaf. Vanuit marketingoogpunt werd er gekozen voor de meer prestigieuze naam "Imperial" (in plaats van "Coloradowoestijn"). De Imperial Land Company werkte nauw samen met de California Development Company, die voor de aanleg van het Imperial Canal zorgde en mede verantwoordelijk was voor het ontstaan van de Salton Sea in 1905.

## Landbouw
Hoewel gelegen in de Coloradowoestijn met hoge temperaturen en een lage gemiddelde regenval van 76 mm per jaar, is de regio sinds 1900 een gekend gebied voor landbouwproductie. Er is teelt van luzerne, sla, suikerbieten en wortelen. 48% van de bevolking is actief in de landbouw. De vallei wordt intensief geïrrigeerd door water afkomstig van de aangrenzende Colorado. Oorspronkelijk gebeurde dit via het Aloma Canal, ook Imperial Canal genoemd, dat grotendeels op Mexicaans grondgebied gelegen was, vanaf 1940 door het nieuwe All American Canal, dat volledig op het grondgebied van de Verenigde Staten is gelegen. Het gebied is een van de meest productieve landbouwzones van Californië, waarvan de jaarlijkse oogstopbrengst het miljard dollar overstijgt.
De intensieve landbouw heeft wel tot gevolg dat er ten zuiden van het All American Canal het grootste deel van het jaar nauwelijks nog water door de Colorado stroomt, richting Mexico.
Hoofdstad: Sacramento
Regio's: Antelope Valley · Big Sur · Cascade Range · Central Coast · Central Valley · Channel Islands · Coachella Valley · Conejo Valley · Cucamonga Valley · Death Valley · East Bay · East County · Emerald Triangle · Gold Country · Greater Los Angeles · Grote Bekken · Imperial Valley · Inland Empire · Klamath Basin · Lake Tahoe · Los Angeles Basin · Lost Coast · Mojave · Mountain Empire · Noord-Californië · North Bay · North Coast · North County · Oost-Californië · Owens Valley · Oxnard Plain · San Francisco Peninsula · Pomona Valley · Sacramento Valley · San Bernardino Valley · San Diego–Tijuana · San Fernando Valley · San Francisco Bay Area · San Gabriel Valley · San Joaquin Valley · Santa Clara Valley · Santa Clarita Valley · Shasta Cascade · Sierra Nevada · Silicon Valley · South Bay (LA) · South Bay (SD) · South Bay (SF) · South Coast · Southern Border Region · Upstate California · Wine Country · Yosemite · Zuid-Californië
Metropolitane gebieden: Bakersfield · Chico · Fresno · Los Angeles-Long Beach-Glendale · Modesto · Napa · Oakland-Fremont-Hayward · Oxnard-Thousand Oaks-Ventura · Riverside-San Bernardino-Ontario · Sacramento-Roseville · Salinas · San Diego-Carlsbad-San Marcos · San Francisco-San Mateo-Redwood City · San Jose-Sunnyvale-Santa Clara · San Luis Obispo-Paso Robles · Santa Ana-Anaheim-Irvine · Santa Barbara-Santa Maria · Santa Cruz-Watsonville · Santa Rosa-Petaluma · Stockton · Vallejo-Fairfield · Visalia-Porterville · Yuba City
County's: Alameda · Alpine · Amador · Butte · Calaveras · Colusa · Contra Costa · Del Norte · El Dorado · Fresno · Glenn · Humboldt · Imperial · Inyo · Kern · Kings · Lake · Lassen · Los Angeles · Madera · Marin · Mariposa · Mendocino · Merced · Modoc · Mono · Monterey · Napa · Nevada · Orange · Placer · Plumas · Riverside · Sacramento · San Benito · San Bernardino · San Diego · San Francisco · San Joaquin · San Luis Obispo · San Mateo · Santa Barbara · Santa Clara · Santa Cruz · Shasta · Sierra · Siskiyou · Solano · Sonoma · Stanislaus · Sutter · Tehama · Trinity · Tulare · Tuolumne · Ventura · Yolo · Yuba
Portaal Californië